# Sergiolus
Sergiolus là một chi nhện trong họ Gnaphosidae.